# Aytaç Biter
Aytaç Biter (Ankara, 5 november 1965) is een Turks autocoureur. In 2008 nam hij deel aan vier ronden van het WTCC in een BMW 320si voor het team Borusan Otomotiv Motorsport op Brands Hatch en Oschersleben, maar had hierin geen succes. Zijn vorige raceklassen waren onder andere het Turkse Formule 3-kampioenschap, waar hij tweede werd in 2006, en het Turkse Nationale Baankampioenschap.